# Gryllotalpa robusta
Gryllotalpa robusta är en insektsart som beskrevs av Townsend, B.C. 1983. Gryllotalpa robusta ingår i släktet Gryllotalpa och familjen mullvadssyrsor. Inga underarter finns listade i Catalogue of Life.